# 川野晶子
川野 晶子（かわの しょうこ）は、日本のヘアメイクアーティスト、メイクアップアーティスト。モッズヘア勤務のちフリーランス活動を開始。

## 経歴
- 1993年 ニューヨーク渡米
- 1994年 サッシュエージェンシー（現アユターレ）所属
- 2005年 ANTS：アンツヘアメイク事務所設立（代表）

## 主な活動

### TVCM・グラフィック・広告
サントリー 角瓶、JR東日本、日産自動車、トヨタ自動車、日清食品 カップヌードル、ルフトハンザ航空、味の素ゼネラルフーヅ ブレンディ、NTTドコモ、キリンビール 淡麗グリーンラベル、キリン ラガービール、三井住友海上火災保険、サンキョー、キリン スパークリングホップ、ダイドードリンコ、VISAカード、東芝、サントリー BOSS、サントリー モルツ、サッポロビール スリムス、ヘネシー、日本アジア航空、P&G アリエール、エネオス、ドワンゴ、レダ プチシルマ、ロート製薬 オレゾ、ユニリーバ ダヴ、イトキン、ハウス食品 メガシャキ、ソシエ、ファンケル化粧品、Schick カミソリ、小林製薬 タフデント、ロッテリア、ロレアルパリ、積水ハウス、東京建物 ブリリア

### 映画
- SF サムライ・フィクション
- 新・仁義なき戦い
- RED SHADOW 赤影
- 赤い月[3]

### 舞台宣伝美術
- フランケンシュタイン（主演：東山紀之／坂本昌行）
- ルードウィヒ・B[4]（主演：A.B.C-Z／浅野温子／里見浩太朗）
- マクベス（主演：丸山隆平／窪塚俊介／遠藤要）

### 雑誌・書籍
LEON、オーシャンズ、ローリング・ストーン、an・an、Ray、音楽と人、rockin'on、BRIDGE、ミスター・ハイファッション、DEPARTURES、メンズプレシャス、FRaU、zino、風とロック、他多数

### アーティスト・タレント
布袋寅泰、THE YELLOW MONKEY、GLAY、忌野清志郎、志村けん、片岡鶴太郎、研ナオコ、北村一輝、CHAR、ゴスペラーズ、DA PUMP、ウルフルズ、電気グルーヴ、上戸彩、福田沙紀、the GazettE、今井美樹、阿部芙蓉美、TAKUYA（JUDY AND MARY）、中村達也（BLANKEY JET CITY）、Jazztronik、ブライアン・セッツァー、ビリー・ジョエル、オノ・ヨーコ、MYNAME、他多数